# Edelweiss Air
Edelweiss Air – szwajcarska linia lotnicza z siedzibą w Zurychu. Głównym węzłem jest port lotniczy Zurych-Kloten. Nazwa oraz logo linii nawiązują do kwiatu szarotki alpejskiej (niem. Alpen-Edelweiß), zaś nazwy samolotów pochodzą od regionów Szwajcarii w których roślina rośnie.
Edelwiss Air jest od listopada 2008 siostrzaną spółką Swiss International Air Lines oraz częścią holdingu Lufthansa. Realizuje połączenia do 80 wakacyjnych celów podróży na całym świecie.

## Flota
Według stanu na lipiec 2025 flota Edelweiss Air składała się z 21 samolotów o średnim wieku 19,1 lat:
| Samolot         | Samolot | Samolot   | Liczba miejsc | Liczba miejsc | Liczba miejsc | Liczba miejsc | Uwagi                          |
| Model           | Aktywne | Zamówione | B             | P             | E             | Łącznie       | Uwagi                          |
| --------------- | ------- | --------- | ------------- | ------------- | ------------- | ------------- | ------------------------------ |
| Airbus A320-200 | 14      | –         | –             | –             | 174           | 174           |                                |
| Airbus A340-300 | 5       | –         | 27            | 76            | 211           | 314           | Wycofane do końca 2025         |
| Airbus A350-900 | 2       | 4         | 30            | 63            | 246           | 339           | W trakcie dostarczania od 2025 |
| Suma            | 21      | 4         |               |               |               |               |                                |